# Bitwa pod Basrą (2008)
Bitwa pod Basrą – starcie zbrojne stoczone w dniach 25–31 marca 2008 roku, gdy wojska irackie ogłosiły początek operacji o kryptonimie Saulat al-Fursan przeciwko Armii Mahdiego kierowanej przez Muktadę as-Sadra na południu Iraku. Operacja była pierwszą z poważniejszych operacji, które były realizowane przez wojska irackie od inwazji z 2003 roku.
W wyniku zawieszenia broni wynegocjowanego 31 marca, Muktada as-Sadr wycofał bojowników z ulic, lecz zyskał poważne polityczne zwycięstwo. Od 20 kwietnia, wojska irackie posiadały kontrolę nad głównymi ulicami miasta ostatnio kontrolowanych przez Armię Mahdiego. 24 kwietnia irackie siły stwierdziły, że posiadają pełną kontrolę nad miastem.

## Przebieg bitwy
24 marca
Nuri Kamil al-Maliki, premier Iraku i dowódcy irackich sił przybyli do Basry, aby nadzorować operację.
25 marca
Rankiem siły armii Mahdiego zostały wprowadzone do twierdzy w Basrze na polecenie Muktady as-Sadry. W godzinach popołudniowych na obrzeżach miasta żołnierze USA i milicji irackiej podjęły walkę z bojownikami. Zginęło na wstęp 40 osób, a 200 rannych.
26 marca
Po dość spokojnej nocy, walka została wznowiona rankiem, lecz wymiana ognia była już mniejsza niż dnia poprzedniego. Wieczorem został przeprowadzony atak na Armię Mahdiego w mieście portowym.
Walka miała charakter stałej wymiany ognia. Użyto rakiety drogowe do rozpędzenia bojowników.
27 marca
Tego dnia nastąpił poważny kryzys mieszkańców miasta, w sklepach nastąpił deficyt żywności
i wody pitnej. Zbuntowani mieszkańcy napadali na sklepy. Do miasta zostały wprowadzone samochody opancerzone (Dzik-3), które pilnowały porządku na ulicach, lecz były regularnie ostrzeliwane przez bojowników, (m.in. podkładano bomby pod pojazdy). Wieczorem Armia Mahdiego zestrzeliła helikopter Mi-17. Z kolei w tym samym czasie premier Nuri Kamil al-Maliki ogłosił 48-godzinne ultimatum dla bojowników na złożenie broni.
28 marca
28 marca był dniem całodziennych ataków z powietrza i z armat koalicji irackiej na stanowiska bojowników. Premier Iraku przedłużył ultimatum do 72 h. W Iraku narastały niepokoje, wybuchły walki w m.in. Nasiri, Mahmudi, Hilli, Diwaniji. Tego dnia zostało rannych ponad 200 żołnierzy irackich.
29 marca
Do bitwy przyłącza się artyleria brytyjska, która zabiła 16 bojowników. USA odpierały ataki bojowników z twierdzy zajętej przez terrorystów. Jeden z wóz pancernych Dzik-3 wpadł w minę, która zraniła 2 żołnierzy brytyjskich. Po wyraźnym słabnięciu bojowników, Muktada as-Sadr wzywa o walną wojnę z Irakiem.
30 marca
Został przeprowadzony szturm na twierdzę zajmowaną przez terrorystów. Następnie Muktada as-Sadra zarządził zaprzestanie walk, ze względu na brak amunicji, która była niezbędna do bronienia się. Dowódca bojówkarzy ogłosił, że zaprzestaje walki ze względu na religijną odpowiedzialność.
31 marca
Po zawieszeniu broni, życie w mieście wracało powoli do normalnego stanu. W sklepach można było nabyć żywność, zostały otwarte szkoły. Siły irackie posiadały kontrolę nad o terenem miasta i jego obrzeżami.

## Następstwa
Wynik bitwy był przedmiotem debaty publicznej. Bitwa zakończyła się wyparciem bojowników z Basry, to po samej bitwie, trwały na ulicach starcia między irackimi siłami bezpieczeństwa.
Po samej bitwie nie podpisano rozejmu, a ponadto urzędników irackich oskarżono o wspieranie armii Mahdiego. Sama armia Mahdiego propagowała zwycięstwo w Basrze. W wiosennej operacji przeciwko Armii Mahdiego rozejm podpisano dopiero 10 maja 2008. Ostatecznie opinia międzynarodowa uznała porażkę bojowników na południu Iraku.